# خانقاه سراجیه
خانقاه سراجیه (به انگلیسی: Khola At Khanqah Sirajia) یک شهرک در پاکستان است که در ناحیه میانوالی واقع شده‌است.